# Jan Janssen

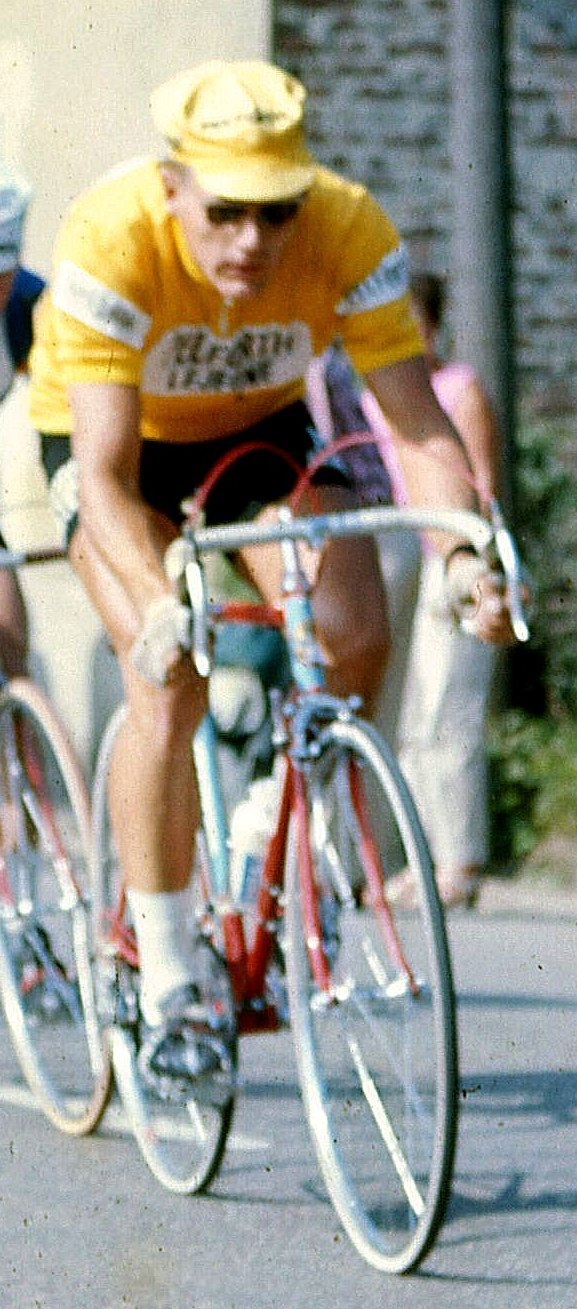
Jan Janssen.

Jan Janssen (Nootdorp, 19 de mayo de 1940) es un exciclista neerlandés, profesional entre los años 1962 y 1972, durante los cuales consiguió 57 victorias. Se adjudicó la Vuelta a España 1967 y el Tour de Francia 1968. También fue Campeón del Mundo de Ciclismo en Ruta en 1964.

## Biografía
Janssen quiso dedicarse al fútbol pero, debido a la miopía y a las gafas que llevaba, cambió de especialidad y se dedicó al ciclismo.[cita requerida] Obtuvo, ya desde las categorías inferiores en su país, una gran cantidad de victorias y puestos de honor.
Tras ser 3.º en el Tour del Porvenir (carrera ciclista amateur equivalente al Tour de Francia), pasó a profesionales en julio de 1962 y consiguió su primera victoria en el Campeonato de Zúrich.
Se trataba de un corredor veloz en el esprint, como demuestran sus tres victorias en la clasificación por puntos en el Tour de Francia y las dos en la Vuelta a España. Sin embargo, sin ser un escalador nato, también marchaba cómodo cuando la carretera se volvía cuesta arriba.
Contribuyó a reforzar su popularidad como ciclista su inconfundible aspecto, que lo hacía fácilmente reconocible en el pelotón: sus sempiternas gafas oscuras y su pelo rubio peinado hacia atrás.
En 1963 obtuvo puestos de honor en pruebas de la categoría de la París-Roubaix, la Flecha Valona o el Campeonato del Mundo, y abandonó el Tour de Francia habiendo ganado dos etapas.
En 1964 consiguió su primera gran victoria, al ganar el Campeonato Mundial de Ciclismo en Ruta. En el Tour, además de dos etapas y la clasificación por puntos, quedó en el 24.º lugar. En los años siguientes sería 9.º, 2.º, 5.º y, por fin, vencedor de la ronda gala en 1968.
Antes, en 1967, había ganado la Vuelta a España.
Tras retirarse, pasó a dirigir su propio negocio de comercialización de bicicletas y material para ciclismo, que actualmente regentan sus dos hijos, Jan y Pierre.

## Victoria en el Tour de 1968
En la edición del Tour más igualada hasta entonces, Jansen logró imponerse en la última etapa (una contrarreloj disputada en París), desbancando al líder de la carrera hasta entonces, el belga Herman Van Springel, por una diferencia total de tan solo 38 segundos. Se dio por primera vez la circunstancia de que el vencedor de la prueba se enfundase el maillot amarillo únicamente tras finalizar la carrera.
Con esta victoria, se convirtió en el primer corredor neerlandés en adjudicarse el Tour de Francia.

## Reconocimientos
Jansen fue reconocido como uno de los ciclistas más destacados de todos los tiempos al ser elegido en el año 2002 para formar parte de la Sesión Inaugural del Salón de la Fama de la UCI.

## Palmarés
| 1960 - Tour de Overijssel - Ronde van Midden-Nederland 1961 - 1 etapa del Tour del Porvenir - Vuelta a Holanda Septentrional 1962 - 3 etapas del Tour del Porvenir - Campeonato de Zúrich 1963 - 2 etapas del Midi Libre - 1 etapa del Tour de Francia 1964 - Campeonato del Mundo en Ruta - París-Niza - 2 etapas del Tour de Francia, más clasificación por puntos - 2.º en el Super Prestige Pernod International 1965 - Vuelta a los Países Bajos, más 1 etapa - 1 etapa del Tour de Francia, más clasificación por puntos - 1 etapa del Midi Libre - 1 etapa de la Dauphiné Libéré - 1 etapa de la París-Niza 1966 - 2.º en el Tour de Francia - Burdeos-París - Flecha Brabanzona | 1967 - París-Roubaix - París-Luxemburgo - Vuelta a España , más 1 etapa y clasificación por puntos - 1 etapa del Tour de Francia, más clasificación por puntos - 2.º en el Campeonato del Mundo en Ruta - Génova-Niza - 3 etapas en la Volta a Cataluña - Super Prestige Pernod International 1968 - Tour de Francia , más 2 etapas - 2 etapas de la Vuelta a España, más clasificación por puntos - 1 etapa de la París-Niza - 3.º en el Super Prestige Pernod International 1969 - 1 etapa de la París-Niza - 1 etapa de la Dauphiné Libéré - Gran Premio de Isbergues - Vuelta a Mallorca, más 1 etapa 1970 - 1 etapa de la París-Niza - 1 etapa del Midi Libre - 1 etapa de la Vuelta al País Vasco |

## Resultados en las Grandes Vueltas y Campeonato del Mundo

### Grandes Vueltas
| Carrera | Carrera         | 1962 | 1963 | 1964 | 1965 | 1966 | 1967 | 1968 | 1969 | 1970 | 1971 | 1972 |
| ------- | --------------- | ---- | ---- | ---- | ---- | ---- | ---- | ---- | ---- | ---- | ---- | ---- |
|         | Giro de Italia  | —    | —    | —    | —    | —    | —    | —    | —    | —    | —    | —    |
|         | Tour de Francia | —    | Ab.  | 24.º | 9.º  | 2.º  | 5.º  | 1.º  | 10.º | 26.º | —    | —    |
|         | Vuelta a España | —    | —    | —    | —    | —    | 1.º  | 6.º  | —    | —    | —    | —    |

### Clásicas, Campeonatos y JJ. OO.
| Carrera          | Carrera             | 1962 | 1963 | 1964 | 1965 | 1966 | 1967 | 1968 | 1969 | 1970 | 1971 | 1972 |
| ---------------- | ------------------- | ---- | ---- | ---- | ---- | ---- | ---- | ---- | ---- | ---- | ---- | ---- |
|                  | Milán-San Remo      | —    | —    | —    | 6.º  | —    | 32.º | 17.º | 7.º  | Ab.  | 20.º | —    |
| Gante-Wevelgem   | Gante-Wevelgem      | —    | 20.º | 6.º  | —    | 7.º  | 2.º  | 18.º | —    | 7.º  | 9.º  | —    |
|                  | Tour de Flandes     | —    | 13.º | 11.º | —    | 44.º | 9.º  | 3.º  | 17.º | 8.º  | 6.º  | 13.º |
|                  | París-Roubaix       | —    | 3.º  | 8.º  | —    | 2.º  | 1.º  | 8.º  | —    | 7.º  | 4.º  | —    |
| Amstel Gold Race | Amstel Gold Race    | X    | X    | X    | X    | —    | 13.º | —    | —    | —    | 22.º | 12.º |
| Flecha Valona    | Flecha Valona       | —    | 2.º  | 2.º  | —    | 4.º  | —    | 3.º  | —    | —    | 23.º | —    |
|                  | Lieja-Bastoña-Lieja | —    | 9.º  | —    | 11.º | —    | —    | —    | —    | —    | —    | —    |
|                  | Giro de Lombardía   | —    | —    | 7.º  | —    | 9.º  | 9.º  | 4.º  | 9.º  | —    | —    | —    |
| Mundial en Ruta  | Mundial en Ruta     | 31.º | 7.º  | 1.º  | 43.º | —    | 2.º  | Ab.  | —    | 16.º | 36.º | —    |

## Palmarés en pista
1965
- Seis días de Amberes (con Peter Post y Klaus Bugdahl)

1966
- Seis días de Amberes (con Peter Post y Fritz Pfenninger)

1967
- Seis días de Amberes (con Peter Post y Fritz Pfenninger)
- Seis días de Madrid (con Gerard Koel)

1968
- Seis días de Ámsterdam (con Klaus Bugdahl)

1970
- Seis días de Groninga (con Peter Post)